# SC Rot-Weiß Oberhausen-Rhld. 1904 2020-2021
Questa voce raccoglie le informazioni riguardanti il SC Rot-Weiß Oberhausen-Rhld. 1904 nelle competizioni ufficiali della stagione 2020-2021.

## Stagione
Nella stagione 2020-2021 il Rot Weiss Oberhausen, allenato da Mike Terranova e Dimitrios Pappas, concluse il campionato di Regionalliga ovest al 7º posto.

## Rosa
| N. |                        | Ruolo | Calciatore        |
| -- | ---------------------- | ----- | ----------------- |
| 1  | Germania (bandiera)    | P     | Justin Heekeren   |
| 3  | Germania (bandiera)    | D     | Pierre Fassnacht  |
| 4  | Germania (bandiera)    | C     | Jerome Propheter  |
| 5  | Germania (bandiera)    | D     | Tim Stappmann     |
| 6  | Germania (bandiera)    | D     | Leander Goralski  |
| 7  | Germania (bandiera)    | A     | Vincent Stenzel   |
| 8  | Germania (bandiera)    | C     | Bastian Müller    |
| 9  | Giappone (bandiera)    | A     | Shun Terada       |
| 10 | Togo (bandiera)        | A     | Shaibou Oubeyapwa |
| 11 | Germania (bandiera)    | A     | Sven Kreyer       |
| 12 | Germania (bandiera)    | P     | Mark Depta        |
| 13 | Germania (bandiera)    | C     | Dominik Reinert   |
| 14 | Germania (bandiera)    | D     | Pablo Overfeld    |
| 15 | Germania (bandiera)    | A     | Maik Odenthal     |
| 16 | Stati Uniti (bandiera) | C     | Adam Lenges       |
| 17 | Azerbaigian (bandiera) | C     | Tuğrul Erat       |
| 18 | Turchia (bandiera)     | C     | Hüseyin Bulut     |

| N. |                        | Ruolo | Calciatore         |
| -- | ---------------------- | ----- | ------------------ |
| 18 | Germania (bandiera)    | C     | Semih Köse         |
| 19 | Germania (bandiera)    | A     | Raphael Steinmetz  |
| 20 | Germania (bandiera)    | C     | Furkan Cakmak      |
| 21 | Germania (bandiera)    | D     | Jan Bachmann       |
| 22 | Germania (bandiera)    | C     | Jan Wellers        |
| 23 | Montenegro (bandiera)  | C     | Nedim Pepic        |
| 24 | Germania (bandiera)    | D     | Jan Marpe          |
| 24 | Belgio (bandiera)      | A     | Barbaros Inan      |
| 25 | Germania (bandiera)    | D     | Tanju Öztürk       |
| 26 | Germania (bandiera)    | C     | Alexander Scheelen |
| 27 | Mozambico (bandiera)   | D     | Jeffrey Obst       |
| 28 | Stati Uniti (bandiera) | C     | Kofi Twumasi       |
| 29 | Germania (bandiera)    | P     | Haakon Pomorin     |
| 30 | Germania (bandiera)    | D     | Nils Winter        |
| 31 | Germania (bandiera)    | C     | Ibish Sejdijaj     |
| 36 | Germania (bandiera)    | P     | Robin Benz         |

## Organigramma societario
Area tecnica
- Allenatore: Mike Terranova
- Allenatore in seconda: Dirk Langerbein
- Preparatore dei portieri: Nurullah Can, Kai Hanysek
- Preparatori atletici:
- Analisi video:

## Calciomercato

### Sessione estiva
| Acquisti | Acquisti         | Acquisti               | Acquisti |
| R.       | Nome             | da                     | Modalità |
| -------- | ---------------- | ---------------------- | -------- |
| D        | Nils Winter      | Elversberg             |          |
| C        | Nedim Pepic      | Fortuna Colonia        |          |
| D        | Tanju Öztürk     | Hansa Rostock          |          |
| D        | Pierre Fassnacht | Carl Zeiss Jena        |          |
| A        | Sven Kreyer      | Viktoria Colonia       |          |
| P        | Mark Depta       | Viktoria Colonia       |          |
| C        | Tuğrul Erat      | Bayrampaşaspor         |          |
| D        | Leander Goralski | F. Düsseldorf II       |          |
| C        | Adam Lenges      | Philadelphia Union U17 |          |
| D        | Jan Bachmann     | RW Oberhausen U19      |          |
| C        | Furkan Cakmak    | RW Oberhausen U19      |          |
| D        | Pablo Overfeld   | RW Oberhausen U19      |          |
| A        | Shun Terada      | Straelen               |          |

| Cessioni | Cessioni           | Cessioni          | Cessioni |
| R.       | Nome               | a                 | Modalità |
| -------- | ------------------ | ----------------- | -------- |
| A        | Tarik Kurt         | İstanbulspor      |          |
| D        | Philipp Eggersglüß | Atlas Delmenhorst |          |
| P        | Patrick Bade       | Düren             |          |
| P        | Daniel Davari      | Rot-Weiss Essen   |          |
| A        | Philipp Gödde      | Holzwickeder SC   |          |
| D        | Felix Herzenbruch  | Rot-Weiss Essen   |          |
| D        | Jannik Löhden      | Fortuna Colonia   |          |
| C        | Christian März     | Steinbach         |          |
| A        | Francis Ubabuike   | Fortuna Colonia   |          |

### Sessione invernale
| Acquisti | Acquisti      | Acquisti           | Acquisti |
| R.       | Nome          | da                 | Modalità |
| -------- | ------------- | ------------------ | -------- |
| C        | Hüseyin Bulut | Sportfreunde Lotte |          |

| Cessioni | Cessioni        | Cessioni | Cessioni |
| R.       | Nome            | a        | Modalità |
| -------- | --------------- | -------- | -------- |
| D        | Julijan Popović | Rehden   |          |

## Risultati

### Regionalliga ovest

#### Girone di andata
| Arbitro: | Benkhoff |

|                      |           |                             |
| Hasani 48’ Wilms 55’ | Marcatori | 5’, 7’ Terada 14’ Oubeyapwa |

| Oberhausen 13 settembre 2020, ore 14:00 CEST 2ª giornata | RW Oberhausen | 0 – 0 referto | Schalke 04 II | Niederrheinstadion (300 spett.)\| Arbitro: \| Jäger \| |
| Arbitro:                                                 | Jäger         |               |               |                                                        |

| Rödinghausen 16 settembre 2020, ore 19:30 CEST 3ª giornata | Rödinghausen | 0 – 0 referto | RW Oberhausen | Häcker Wiehenstadion (300 spett.)\| Arbitro: \| Arlt \| |
| Arbitro:                                                   | Arlt         |               |               |                                                         |

| Arbitro: | Gansloweit |

|               |           |               |
| Stappmann 73’ | Marcatori | 28’ Mamutovic |

| Arbitro: | Scheper |

|          |           |            |
| Funk 82’ | Marcatori | 47’ Kreyer |

| Arbitro: | Visse |

|  |           |            |
|  | Marcatori | 63’ Harouz |

| Arbitro: | Engelmann |

|                                   |           |  |
| Königs 39’ Šarić 72’ Marzullo 90’ | Marcatori |  |

| Arbitro: | Visse |

|                                 |           |              |
| Batarilo-Cerdic 14’ Dahmani 65’ | Marcatori | 54’ Odenthal |

| Arbitro: | Aarts |

|                                        |           |  |
| Dietz 21’, 37’ Lemperle 52’ Geimer 65’ | Marcatori |  |

| Arbitro: | Habibi |

|                                    |           |           |
| Odenthal 31’ Kreyer 46’ Winter 62’ | Marcatori | 60’ Menke |

| Arbitro: | Fuchs |

|                                             |           |  |
| Harenbrock 11’ Kehl-Gómez 47’ Engelmann 90’ | Marcatori |  |

| Arbitro: | Tietze |

|                               |           |                                              |
| Oubeyapwa 53’ Kreyer 72’, 88’ | Marcatori | 15’ Beckhoff 57’ Tabaku 83’ (aut.) Fassnacht |

| Arbitro: | Scheper |

|            |           |                                                                         |
| Mvondo 81’ | Marcatori | 2’ Odenthal 40’ (rig.), 49’ Stenzel 59’ Kreyer 63’ Öztürk 82’ Oubeyapwa |

| 7 novembre 2020 14ª giornata |  | – turno di riposo |  |  |

| Arbitro: | Benkhoff |

|                          |           |                          |
| Osterhage 49’ Tigges 65’ | Marcatori | 41’ Kreyer 90’ Stappmann |

| Arbitro: | Severins |

|            |           |             |
| Winter 30’ | Marcatori | 76’ Schmitz |

| Arbitro: | Visse |

|                      |           |               |
| Steringer 62’ (rig.) | Marcatori | 73’ Stappmann |

| Arbitro: | Aarts |

|               |           |  |
| Propheter 27’ | Marcatori |  |

| Arbitro: | Bramkamp |

|                     |           |  |
| Günther-Schmidt 76’ | Marcatori |  |

| Arbitro: | Tietze |

|                          |           |  |
| Steinmetz 68’ Öztürk 77’ | Marcatori |  |

| Arbitro: | Schütter |

|                    |           |            |
| Pazurek 90’ (rig.) | Marcatori | 61’ Kreyer |

#### Girone di ritorno
| Arbitro: | Ernst |

|                                                        |           |  |
| Oubeyapwa 16’ Kreyer 24’, 31’ Terada 65’ Steinmetz 90’ | Marcatori |  |

| Arbitro: | Marx |

|  |           |               |
|  | Marcatori | 89’ Oubeyapwa |

| Arbitro: | Exuzidis |

|                     |           |                                 |
| Müller 40’ Erat 61’ | Marcatori | 22’, 35’ Simakala 72’ Reithmeir |

| Arbitro: | Scheper |

|  |           |                        |
|  | Marcatori | 28’ Oubeyapwa 48’ Obst |

| Arbitro: | Habibi |

|            |           |  |
| Winter 58’ | Marcatori |  |

| Arbitro: | Domnick |

|                       |           |                        |
| Talarski 4’ Rankl 69’ | Marcatori | 15’ Kreyer 35’ Wellers |

| Arbitro: | Severins |

|                                          |           |  |
| Winter 39’ Patzler 77’ (aut.) Terada 86’ | Marcatori |  |

| Arbitro: | Schuh |

|                                     |           |             |
| Kreyer 12’ Öztürk 34’ Oubeyapwa 62’ | Marcatori | 47’ Dahmani |

| Arbitro: | Goldmann |

|                               |           |                      |
| Kreyer 36’, 86’ Propheter 54’ | Marcatori | 32’ Obuz 73’ Schmitt |

| Arbitro: | Bramkamp |

|           |           |  |
| Demaj 75’ | Marcatori |  |

| Arbitro: | Braun |

|                   |           |              |
| Kreyer 90’ (rig.) | Marcatori | 9’ Engelmann |

| Arbitro: | Visse |

|                                  |           |            |
| Lohmar 45’ (rig.) Szeleschus 90’ | Marcatori | 65’ Öztürk |

| Arbitro: | Schäfer |

|                         |           |          |
| Terada 3’ Steinmetz 65’ | Marcatori | 60’ Sarr |

| 10 aprile 2021 35ª giornata |  | – turno di riposo |  |  |

| Arbitro: | Scheper |

|  |           |                   |
|  | Marcatori | 17’ (rig.) Raschl |

| Arbitro: | Windeln |

|                     |           |               |
| Holldack 32’ (rig.) | Marcatori | 80’ Steinmetz |

| Arbitro: | Gansloweit |

|                     |           |            |
| Terada 42’ Erat 78’ | Marcatori | 38’ Kaiser |

| Arbitro: | Marx |

|                     |           |                                 |
| Lovren 7’ Herić 90’ | Marcatori | 59’ Terada 66’ (rig.) Steinmetz |

| Arbitro: | Schäfer |

|            |           |           |
| Terada 13’ | Marcatori | 79’ Owusu |

| Arbitro: | Domnick |

|                                       |           |               |
| Wegkamp 7’ Frenkert 33’ Bindemann 72’ | Marcatori | 43’ Oubeyapwa |

| Arbitro: | Windeln |

|                          |           |  |
| Oubeyapwa 60’ Terada 84’ | Marcatori |  |

## Statistiche

### Statistiche di squadra
| Competizione | Punti | In casa | In casa | In casa | In casa | In casa | In casa | In trasferta | In trasferta | In trasferta | In trasferta | In trasferta | In trasferta | Totale | Totale | Totale | Totale | Totale | Totale | DR  |
| Competizione | Punti | G       | V       | N       | P       | Gf      | Gs      | G            | V            | N            | P            | Gf           | Gs           | G      | V      | N      | P      | Gf     | Gs     | DR  |
| ------------ | ----- | ------- | ------- | ------- | ------- | ------- | ------- | ------------ | ------------ | ------------ | ------------ | ------------ | ------------ | ------ | ------ | ------ | ------ | ------ | ------ | --- |
| Regionalliga | 59    | 20      | 11      | 6       | 3       | 36      | 18      | 20           | 4            | 8            | 8            | 25           | 32           | 40     | 15     | 14     | 11     | 61     | 50     | +11 |
| Totale       | 59    | 20      | 11      | 6       | 3       | 36      | 18      | 20           | 4            | 8            | 8            | 25           | 32           | 40     | 15     | 14     | 11     | 61     | 50     | +11 |

### Andamento in campionato
| Giornata  | 1 | 2 | 3 | 4 | 5 | 6  | 7  | 8  | 9  | 10 | 11 | 12 | 13 | 14 | 15 | 16 | 17 | 18 | 19 | 20 | 21 | 22 | 23 | 24 | 25 | 26 | 27 | 28 | 29 | 30 | 31 | 32 | 33 | 34 | 35 | 36 | 37 | 38 | 39 | 40 | 41 | 42 |
| --------- | - | - | - | - | - | -- | -- | -- | -- | -- | -- | -- | -- | -- | -- | -- | -- | -- | -- | -- | -- | -- | -- | -- | -- | -- | -- | -- | -- | -- | -- | -- | -- | -- | -- | -- | -- | -- | -- | -- | -- | -- |
| Luogo     | T | C | T | C | T | C  | T  | T  | T  | C  | T  | C  | T  |    | T  | C  | T  | C  | T  | C  | T  | C  | T  | C  | T  | C  | T  | C  | C  | C  | T  | C  | T  | C  |    | C  | T  | C  | T  | C  | T  | C  |
| Risultato | V | N | N | N | N | P  | P  | P  | P  | V  | P  | N  | V  |    | N  | N  | N  | V  | P  | V  | N  | V  | V  | P  | V  | V  | N  | V  | V  | V  | P  | N  | P  | V  |    | P  | N  | V  | N  | N  | P  | V  |
| Posizione | 3 | 7 | 7 | 8 | 9 | 10 | 13 | 16 | 18 | 15 | 15 | 16 | 13 | 14 | 14 | 16 | 14 | 13 | 14 | 13 | 13 | 12 | 11 | 11 | 10 | 9  | 9  | 7  | 6  | 6  | 6  | 7  | 7  | 7  | 8  | 8  | 8  | 8  | 7  | 6  | 8  | 7  |

Legenda:

Luogo: C = Casa; T = Trasferta. Risultato: V = Vittoria; N = Pareggio; P = Sconfitta.

### Statistiche dei giocatori
| J. Bachmann  | 2  | 0  | 0 | 0 |
| R. Benz      | 24 | 0  | 0 | 0 |
| H. Bulut     | 6  | 0  | 0 | 0 |
| F. Cakmak    | 4  | 0  | 0 | 0 |
| M. Depta     | 0  | 0  | 0 | 0 |
| T. Erat      | 31 | 2  | 4 | 0 |
| P. Fassnacht | 30 | 0  | 5 | 1 |
| L. Goralski  | 31 | 0  | 8 | 0 |
| J. Heekeren  | 16 | 0  | 1 | 0 |
| B. Inan      | 1  | 0  | 0 | 0 |
| S. Kreyer    | 39 | 14 | 5 | 0 |
| S. Köse      | 3  | 0  | 0 | 0 |
| A. Lenges    | 18 | 0  | 2 | 0 |
| J. Marpe     | 1  | 0  | 0 | 0 |
| B. Müller    | 31 | 1  | 7 | 0 |
| J. Obst      | 15 | 1  | 2 | 0 |
| M. Odenthal  | 24 | 3  | 1 | 0 |
| S. Oubeyapwa | 35 | 9  | 3 | 0 |
| P. Overfeld  | 0  | 0  | 0 | 0 |
| N. Pepic     | 2  | 0  | 0 | 0 |
| H. Pomorin   | 0  | 0  | 0 | 0 |
| J. Popović   | 3  | 0  | 1 | 0 |
| J. Propheter | 32 | 2  | 6 | 0 |
| D. Reinert   | 23 | 0  | 4 | 0 |
| A. Scheelen  | 16 | 0  | 3 | 0 |
| I. Sejdijaj  | 0  | 0  | 0 | 0 |
| T. Stappmann | 22 | 3  | 4 | 0 |
| R. Steinmetz | 34 | 5  | 3 | 0 |
| V. Stenzel   | 11 | 2  | 1 | 0 |
| S. Terada    | 37 | 9  | 1 | 0 |
| K. Twumasi   | 4  | 0  | 1 | 0 |
| J. Wellers   | 20 | 1  | 2 | 0 |
| N. Winter    | 34 | 4  | 2 | 0 |
| T. Öztürk    | 31 | 4  | 8 | 1 |